# ユリウス・トムセン

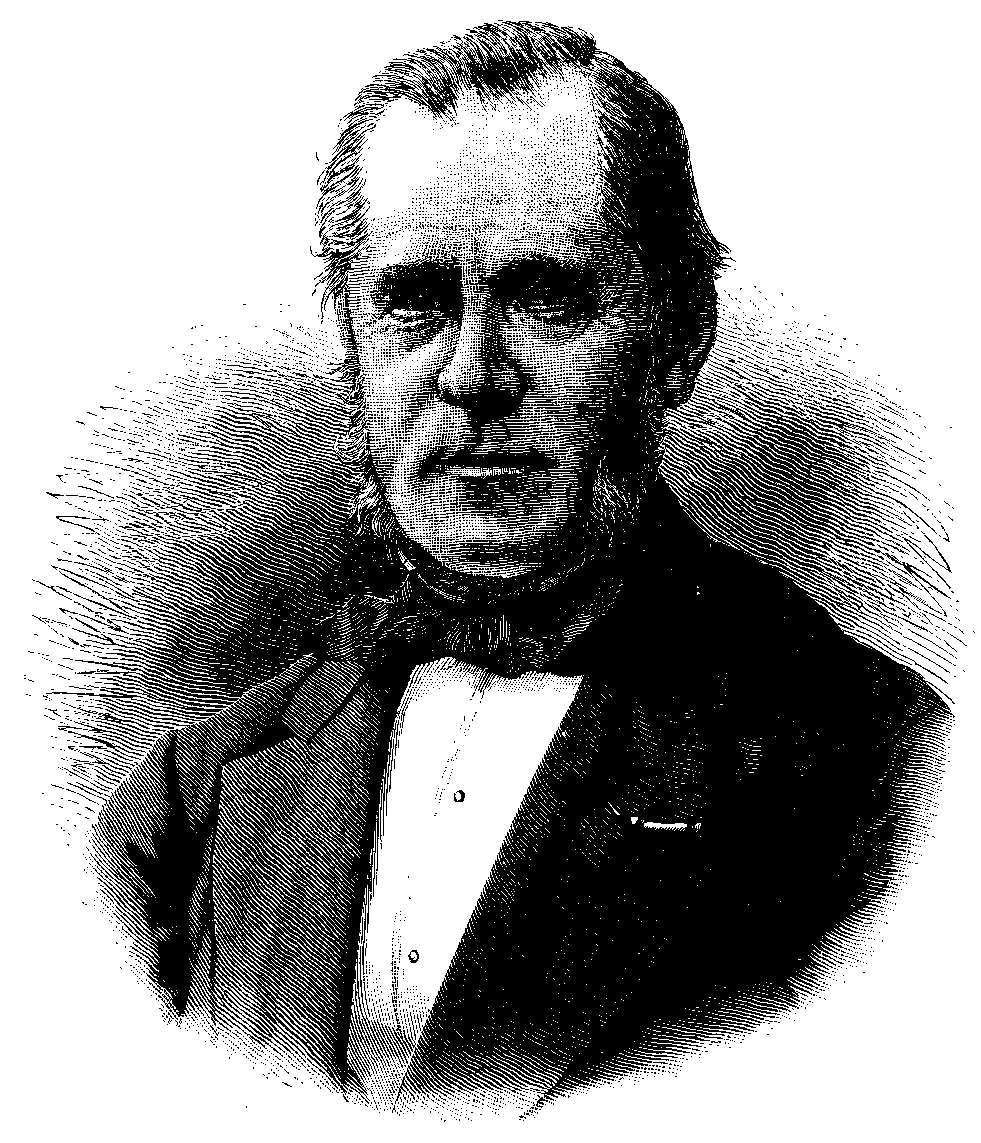
ユリウス・トムセン

ユリウス・トムセン（Julius Thomsen、1826年2月16日 - 1909年2月13日）は、デンマークの化学者である。熱化学の分野の「トムセン-ベルテロの原理」を発見したことで知られている。

## 人物
コペンハーゲンで生まれ、この街で生涯を過ごした。1847年から1856年まで工業大学で化学を教え、1883年から1892年にはそこで学部長を務めた。1856年から1866年には軍事高校で教えた。1866年にはコペンハーゲン大学の化学の教授に指名され、1891年に現役を引退するまで務めた。
エネルギー保存の法則の初期の主張者の1人であり、友人で同僚のルートヴィヒ・コールディングとともに、トムセンは熱化学の分野で多くの仕事をした。特に1869年から1882年の間に、塩の生成や酸化還元、有機化合物の燃焼等の化学反応の際の多くの発熱や吸熱の測定を行った。彼の集めた結果は、1882年から1886年に、Thermochemische Untersuchungenというタイトルの4巻の著書として発行された。1908年には、Thermochemistryというタイトルの英語版も発行された。1857年、彼はコペンハーゲンで、グリーンランド西岸で得られる氷晶石から炭酸ナトリウムを精製する手法を確立した。
トムセンは1880年にスウェーデン王立科学アカデミーの会員に選ばれた。1884年には、アメリカ芸術科学アカデミーの外国人名誉会員にも選ばれた。
弟のカール・アウグスト・トムセン（1834年-1894年）はコペンハーゲン工業学校の講師であり、次弟のトーマス・ゴットフィールド・トムセン（1841年-1901年）は1884年まで大学の化学研究室で助手を務め、その後化学から神学に転向した。

## 関連文献
- Thermochemistry by J. Thomsen (1908)
- Muir, M. M. Pattison (1909). “Prof. Julius Thomsen”. Nature 80 (2054):  46–47. doi:10.1038/080046a0.
- Kragh, Helge (January 1982). “Julius Thomsen and 19th-century speculations on the complexity of atoms”. Annals of Science 39:  37–60. doi:10.1080/00033798200200111.
- この記事にはアメリカ合衆国内で著作権が消滅した次の百科事典本文を含む: Chisholm, Hugh, ed. (1911). "Thomsen, Hans Peter Jörgen Julius". Encyclopædia Britannica (英語) (11th ed.). Cambridge University Press.